# Mount Patrick
Il Monte Patrick (in lingua inglese: Mount Patrick) è una imponente montagna in gran parte coperta di ghiaccio e alta 2.380 m, situata nel Commonwealth Range, catena montuosa che fa parte dei Monti della Regina Maud, in Antartide.  
Il monte si trova subito a est della Wedge Face, sul fianco orientale del Ghiacciaio Beardmore.
Fu scoperto dalla Spedizione Nimrod (British Antarctic Expedition, 1907–09) guidata dall'esploratore polare britannico Ernest Shackleton. L'origine della denominazione non è nota, ma si ritiene che si riferisca a Patrick Dudley Shackleton (1837-1901), uno zio di Ernest Shackleton. Anche altre elevazioni della zona sono state dedicate a parenti dell'esploratore britannico.